# Maison Jaspar
La Maison Jaspar (ou les Maisons Jaspar) est un immeuble composé de maisons jumelles de style art nouveau. Elle se trouve dans le quartier de Fragnée, à Liège.
Elle a été construite en 1906 d'après les plans de Paul Jaspar, un des précurseurs de l'Art nouveau à Liège. Le commanditaire était la Société civile immobilière Jaspar.

## Situation
La Maison Jaspar se situe au n° 42/44 de la rue du Vieux Mayeur entre le quai de Rome et la place du Général Leman à Liège. La rue du Vieux Mayeur compte de nombreuses constructions de style art nouveau comme la Maison Vanderschrick du même architecte (no 38) ainsi qu'une suite de trois maisons dues à l'architecte Joseph Nusbaum aux no 51 à 55 (séquence Nusbaum).

## Deux fois double
Cette maison est en réalité une maison double dont les deux éléments qui la constituent sont en tous points identiques.
L'une est le miroir de l'autre.
La Maison Jaspar mérite doublement ce patronyme car, en plus d'avoir été construite par l'architecte Paul Jaspar et d'être l'une de ses plus belles réussites, elle y vit naître son petit-neveu, le saxophoniste et jazzman Bobby Jaspar en 1926. Une plaque commémorative rappelle cet événement au no 44.

## Description

### Les baies vitrées
Cette demeure de briques rouges étonne par sa sobriété.
Si le rez-de-chaussée se compose de baies (portes et fenêtres) rectangulaires surmontées de linteaux métalliques, les deux étages sont pourvus de huit baies en forme d'arc brisé, témoins de l'influence orientale souvent répercutée dans l’œuvre de Paul Jaspar. Deux petits balcons en fer forgé complètent les deux plus grandes baies du premier étage. Les appuis de fenêtre présentent en leur centre un larmier en V pour l'écoulement des eaux.

### Les cartouches et les sgraffites
L'ornementation de ces maisons géminées se concentre sur la partie supérieure de l'édifice. Et plus particulièrement autour des quatre baies vitrées du second étage.
D'abord, on remarque en dessous de celles-ci autant de cartouches carrés en pierre représentant au no 42, des figures féminines de profil et au no 44, des têtes de lion et de faune de face.
Ensuite, à hauteur de ces baies, six sgraffites sont insérés dans autant de loges répétant l'arc brisé des fenêtres voisines. Dix arcs brisés se succèdent donc sous la corniche. La partie inférieure de chaque loge représente une tête de chouette sculptée dans la pierre. Des bandes de pierre de taille soulignent la présence de ces sgraffites dont on ne distingue malheureusement plus guère les différents tableaux mettant en scène des angelots.

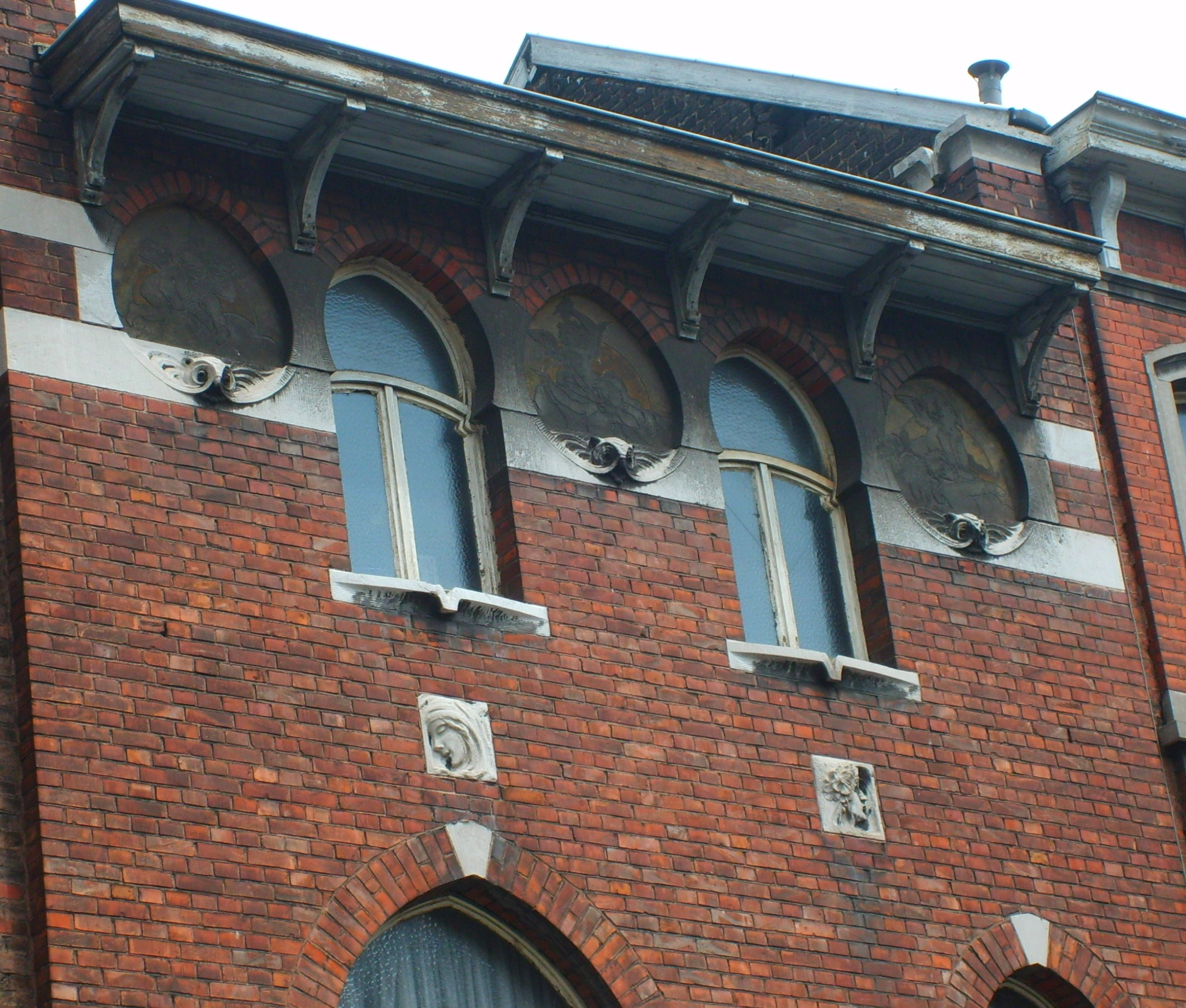
Rue du Vieux Mayeur, 42

## Sources
- Alice Delvaille et Philippe Chavanne, L'Art nouveau en Province de Liège, 2002, pages 44/45,  (ISBN 2-87114-188-6)
- « Inventaire du patrimoine culturel immobilier - Maison Jaspar », sur spw.wallonie.be (consulté le 10 mars 2019)